# Лантфрид
Лантфрид (лат. Lantfridus, нем. Lantfrid; умер в 730) — герцог Алеманнии (709—730) из династии Агилольфингов.

## Биография
Лантфрид был старшим сыном правителя Алеманнии Готфрида и неизвестной по имени дочери герцога Баварии Теодона II. У него было четверо братьев — Теудебальд, Одилон, Хуохинг и Лиутфрид, а также сестра Регарда, супруга герцога Сполето Гильдепранда.
Герцог Готфрид скончался в 709 году. Предполагается, что после его смерти Алеманния распалась на несколько уделов: частью герцогства совместно стали править Лантфрид и его брат Теудебальд, а частью (Ортенау на западе герцогства) — Виллехарий. Хотя герцог Готфрид враждовал с майордомом Пипином Геристальским, Лантфрид и Теудебальд примирились с врагом своего отца. Предполагается, что в обмен на признание своей зависимости от правителей Франкского государства братья получили военную помощь и покровительство от Пипина. Возможно, что в качестве исполнения этого соглашения франки в 709—712 году совершили несколько походов против Виллехария. Хотя об итогах похода во франкских анналах не сообщается, предполагается, что вскоре Лантфрид и Теудебальд смогли распространить свою власть на всю территорию Алеманнии. Вероятно, они разделили между собой владения своего отца: Лантфрид получил северную часть герцогства, а Теудебальд — южную.
Несмотря на поддержку, оказанную им Пипином Геристальским, у Лантфрида и Теудебальда сложились враждебные отношения с его сыном и преемником Карлом Мартеллом, ставшим майордомом в 714 году. Причиной этого были действия Карла Мартелла, направленные на полное подчинение Алеманнии своей власти и включения её территории в состав Франкского государства. В 722 году майордом франков совершил поход в Алеманнию и Баварию, во время которого изгнал Теудебальда из его владений. Однако уже в следующем году алеманны и их союзники бавары снова выступили против франков.
Вероятно, в то время владения алеманнских правителей ограничивались только северными областями герцогства. Предполагается, что подтверждением этого является поддержка Карлом Мартеллом основания в 724 году на алеманнских землях Пирмином аббатства Райхенау. Это привело Пирмина к конфликту с правителеями Алеманнии, в результате которого он в 727 году стараниями Ланфрида и Теудебальда, действовавшим «из ненависти к Карлу» («ob odium Karoli»), был изгнан из аббатства. Такая же участь постигла и его преемника Хеддо, вынужденного покинуть Райхенау в 732 году. В то же время, герцоги и знать Алеманнии оказывали покровительство Санкт-Галленскому аббатству, в 719 году основанному алеманном Отмаром без помощи франков.
В прологе «Алеманнской правды» сообщается, что одна из её редакций была создана по повелению герцога Лантфрида. Этот вариант — «Алеманнский закон Лантфрида» (лат. Lex Alamannorum Lantfridus) — был записан между 724 и 730 годами. Вероятно, этот акт лежал в русле проводимой герцогом политики обособления от Франкского государства, так как ранее издание законов было исключительной прерогативой Меровингов. Хотя в документе сохранилось упоминание о «верховном правителе» (dominus), под которым подразумевался король Франкского государства, в нём полностью отсутствуют ссылки на майордомов и связанные с ними права и полномочия. Однако, возможно, это свидетельство является позднейшей фальсификацией, созданной в Райхенау.
В 730 году Карл Мартелл совершил новый поход в Алеманнию. В то время герцог Ланфрид был ещё жив, однако, по свидетельству анналов, он скончался уже в том же году. Неизвестно, была ли смерть Лантфрида связана с вторжением франков, или герцог умер от естественных причин. После кончины брата Теудебальд стал единовластным правителем Алеманнии.